# Colle Sannita
Colle Sannita (Ro Còllë in campano) è un comune italiano di 2 132 abitanti della provincia di Benevento in Campania.

## Geografia fisica

### Territorio
La parte antica del paese è su di un colle, la parte più moderna è a valle.
Fa parte della comunità montana Titerno e Alto Tammaro, ed è compreso nella Regione Agraria n. 2, Alto Tammaro - Alto Fortore. Ha una superficie agricola utilizzata di 2822,42 ettari.

### Clima
Freddo d'inverno e abbastanza temperato nel periodo estivo.

## Storia
Il nome del comune deriva, molto probabilmente, dal "colle" ove sorgeva la parte più antica del centro storico del paese: originariamente denominato "Colle", il paese acquisì il nome di "Colle Sannita" soltanto nel 1862.
Compare per la prima volta in epoca normanna, come possesso della famiglia Alemagna.
Anticamente il suo territorio era coperto da una fitta boscaglia, che si estendeva fino al Fortore; vi sono però tradizioni, ruderi e nomi antichi, quali Campo Cirelli, Lupi Zoppi, e Quaro, che corrispondono ad alcune località che si nominano nella Tavola Bebiana, rinvenuta nell'agro circellese nel 1832.
Da questa Tavola pare che tra Colle e Circello, fino alla riva sinistra del Tammaro, ci siano stati i famosi campi dei Liguri Bebiani.
Sotto gli Angioini ebbe il nome di "Casale di Circello" e al 1289 era in possesso di Eufrasia che andò in sposa al nobile Pandolfo Scillato. Il casato degli Scillato la tenne sino agli inizi del Quattrocento quando il feudo, che aveva nel frattempo preso il nome di "Colle", passò ai Della Leonessa.
Il 15 novembre 1439, nell'ambito delle guerre tra gli Angioini e gli Aragonesi, vi trovò la morte a causa di un colpo apoplettico il condottiero e capitano di ventura Giacomo Caldora, considerato il più potente barone del Regno di Napoli, mentre cingeva d'assedio il paese, minacciandolo di sterminio. All'epoca il feudo era tenuto da Jacopo (o Giacomo) Della Leonessa, di fazione filo-aragonese. I collesi, in memoria di tale fortunoso episodio, eressero nella contrada Li Piani, luogo in cui il Caldora cessò di vivere, una chiesa a Santa Maria della Libera.
Nel 1461 il paese fu occupato dagli Angioini e, in seguito al tradimento di Alfonso Della Leonessa, venne affidato alla famiglia Carafa.
Fu ancora occupato dalle truppe di Carlo VIII e dalle compagnie di ventura degli Orsini e dei Vitelli nel 1496.
Nel 1533 l'imperatore Carlo V concesse il feudo a Nicola Maria di Somma, della cui famiglia rimase in possesso fino all'abolizione del feudalesimo.
Nel 1647 fu teatro di uno dei tanti episodi della famosa rivoluzione di Masaniello. Vi era allora in Napoli, in Rua Catalana, un cappellaio locale di cognome De Blasio, il quale allo scoppio della rivoluzione, a capo di parecchie centinaia di rivoltosi, scorrazzò per le contrade del paese, saccheggiando Ariano e Buonalbergo. Allora tutti i baroni vicini, con a capo Orsino Scoppa, barone di Castelvetere, mossero contro il De Blasio, che si era trincerato in Colle e, dopo una fiera resistenza, lo presero e lo uccisero con molti dei suoi compagni.
Nel decennio tra il 1806 ed il 1815, Colle Sannita fu tristemente famoso perché covo di brigantaggio. Fino al 1809 il paese fece parte della Capitanata, quindi passò alla provincia di Campobasso.
Nel 1861 si ebbe il definitivo passaggio alla provincia di Benevento.
È da aggiungere che nel corso dei secoli la vita sociale, economica, politica e culturale di Colle Sannita è stata gestita da un ristretto numero di famiglie del luogo insignite di privilegi araldici, le quali attraverso una adeguata politica matrimoniale, intessendo alleanze parentali con i più potenti casati del Sannio, del Molise e della Capitanata, controllavano stabilmente vaste aree di territori di loro possesso. Le famiglie collesi che ricoprirono questo importante ruolo in passato furono pochissime: gli Alderisio, i Palmieri, i de Paulis, i Paolucci, i Meomartini, i del Grosso, i Piacquadio, che già dalle prime documentazioni tardo cinquecentesche e seicentesche risultano caste chiuse fortemente intrecciate fra di esse e con altri nobili casati dei borghi limitrofi come ad esempio le famiglie Jelardi di San Marco dei Cavoti, Petruccelli baroni di Baselice, Sedati di Riccia, Iazeolla duchi di San Giorgio La Molara, Ciaburri baroni di Ginestra, Cilenti conti di Foiano, Torzillo Pignatelli di Napoli, etc
Negli anni della seconda guerra mondiale, tra il 1940 e il 1943, Colle Sannita fu uno dei comuni della Campania destinati dalle autorità fasciste ad accogliere profughi ebrei in internamento civile. Gli internati furono liberati con l'arrivo dell'esercito alleato nel settembre 1943.

### Simboli
Lo stemma è stato riconosciuto con DCG del 9 marzo 1935.
Il gonfalone, concesso con regio decreto del 19 gennaio 1940, è un drappo di azzurro.

## Monumenti e luoghi d'interesse
- Chiesa dell'Annunziata (XIV sec.)
- Chiesa del Gesù (XVI sec.)
- Casa natale di Francesco Flora
- Chiesa di San Giorgio Martire
- Chiesa di Maria SS. della Libera
- Centro storico
- Piazza Giuseppe Flora

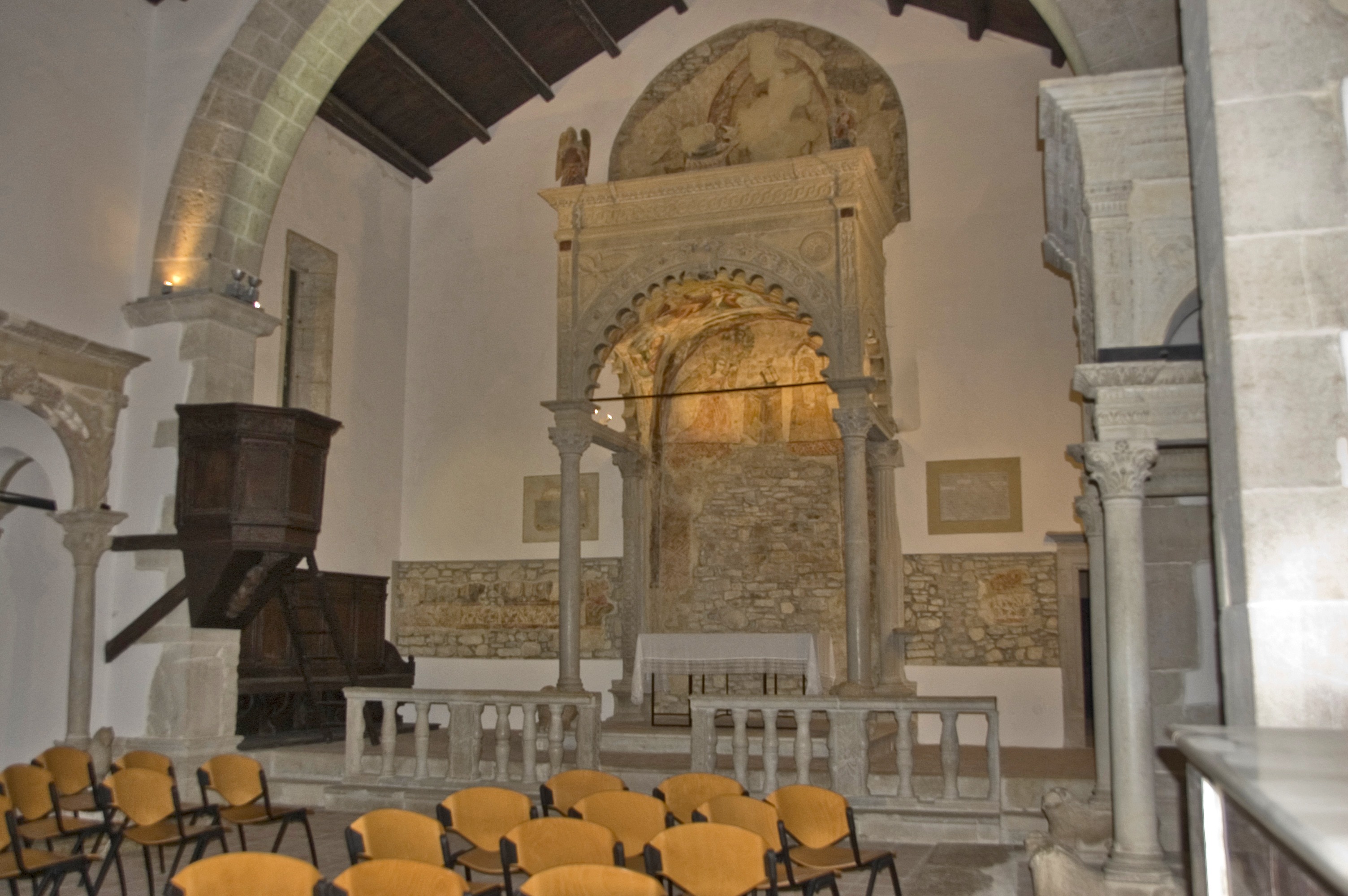
Interno della chiesa dell'Annunziata

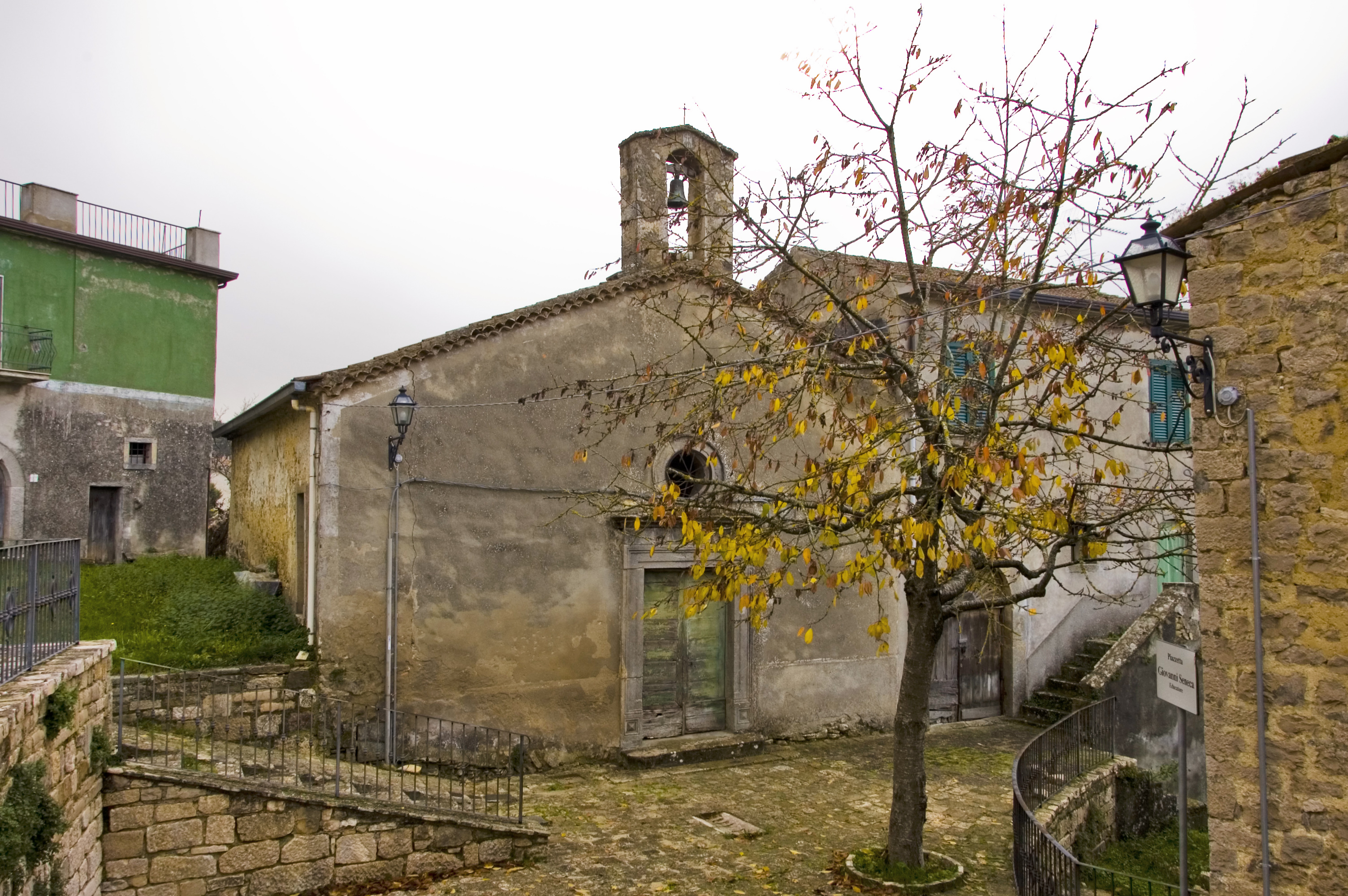
La chiesa del Gesù

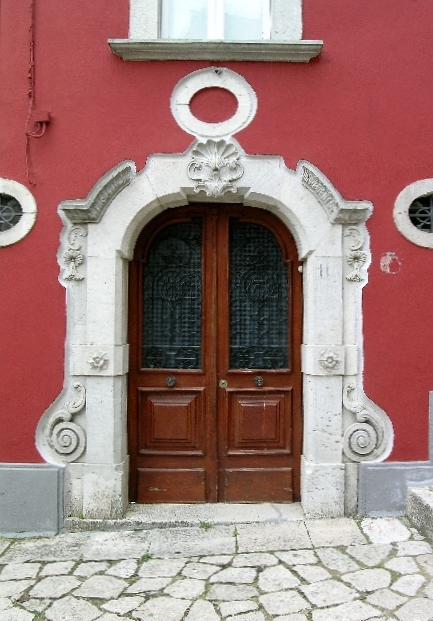
Un portale del centro storico

- La fontanella, all'ingresso del paese, con suggestiva vista panoramica
- Resti dell'abbazia di Decorata (XI sec.)
- Lago montano di Decorata

## Società

### Evoluzione demografica
Abitanti censiti

## Geografia antropica

### Frazioni e contrade
- Bannera
- Campasuli (o Felecarelle)
- Carlilonghi
- Carminelli
- Cudacchi (comprendente le località di Ciummini e Marconi)
- Decorata (o Piano di Decorata)
- Forna
- Fattori
- Giorgioni
- Impiso (ro' Mbiso)
- Isca
- Lisoni
- Masseria Marelli
- Masseria Martucci
- Manzali (rì Manzali)
- Montefreddo
- Moscia
- Monti (o Pilla)
- Pannelli (ri Pannegli)
- Ca' del Re
- Paolucci
- Pasqualone
- Piacquadio (o Mandroni)
- Pistocchi
- Pizzelle
- Reinello
- Romiti
- Scigliati
- Tolli
- Toschi
- Vicenne
- Viola
- Zeolla
- Zepponi

## Cultura

### Arte
Particolarmente notevoli sono dei manufatti venuti alla luce, negli scavi praticati all'inizio del XX secolo, presso Toppo San Filippo, in quanto esemplari di quello stadio di transizione dall'età della pietra levigata alla piena età del bronzo che è ibridamente detto "eneolitico", studiati e pubblicati da Almerico Meomartini.
Si tratta di due pugnali silicei accuratamente lavorati, e di tre vasi fittili di impasto compatto e relativamente depurato, dalle pareti sottili, a superficie nera non levigata, che costituivano il corredo funebre della sepoltura comune di tre uomini e che, come altri oggetti anche di età precedente, si raggruppano con altri scoperti in Irpinia, nel Molise e nell'alifano.

## Sport
L'A.S.D. Colle Sannita FC, nata nel 2015, dopo tre anni di militanza nel campionato di Terza Categoria (Girone B), il 26 maggio 2018 dopo aver vinto i playoff, è approdata nel campionato regionale di Seconda Categoria. Prima di tale società, nel comune collese era presente l'A.S.D. Calcio Colle Sannita (già U.S. Colle Sannita, A.C. Colle Sannita Calcio e A.S.D. Alto Sannio), fondata nel 2006, che vanta diversi campionati vinti di Terza Categoria.
La Colle Sannita Volley è iscritta al campionato di Prima Divisione femminile di pallavolo.
Le partite e gli allenamenti dell'A.S.D. Colle Sannita FC, si svolgono presso lo stadio comunale "N. D'Agostino", che ha una capienza di 1000 spettatori. Lo stadio, si trova all'interno del centro polisportivo che ospita campi di calcio a 5, tennis, pallavolo, pallamano, basket, da bocce, beach volley/soccer e street basket. È inoltre presente un'area bar.